# 新井白石
新井白石（1657年3月24日—1725年6月29日），名君美，號白石。日本江戶時代政治家、詩人、儒學家，他對朱子理學、歷史學、地理学、語言學、文学等方面造詣頗深；曾為幕府第六代、第七代將軍德川家宣、德川家繼的重要輔臣。

## 簡介
新井白石的父親新井正濟是久留里藩的目付。
1657年，新井白石在江戶出生，其出生的日期恰好是明曆大火發生的第二天。他天資聰穎，相傳三歲時就能抄寫父親所讀的儒家經典。由於他性格暴躁如火，且眉間的皺紋似「火」字，被藩主土屋利直稱為「火之子」。
1679年，久留里藩被廢除，土屋氏被改為旗本。新井白石成為大老堀田正俊的家臣。1684年堀田正俊為稻葉正休所暗殺，堀田氏被迫遷往古河藩、山形藩、福島藩，藩財政日益窘迫。新井白石被迫同堀田氏脫離關係，成為一個浪人。
1686年（貞享三年），新井投奔當時著名的儒學學者木下順庵門下，學習朱子理學。新井白石的才能受到木下順庵的讚賞，並成為加賀藩藩主前田綱紀的家臣。
1693年（元祿六年），新井白石成為甲府藩藩主德川綱豐的心腹。
1707年12月16日，富士山發生寶永大噴發，當時住在江戶的新井白石目睹了噴發後大量火山灰落在江戶的情況，在其自傳《折焚柴記》有所記載。
1709年（寶永六年），五代將軍德川綱吉去世。德川綱豐改名家宣，成為新的幕府將軍。新井白石受到了家宣的重用，成為文學侍臣。新井白石執政期間，對政治、經濟、外交政策進行了一系列的改革，史稱正德之治。在政治上，他廢除了以前的生類憐憫令。在經濟上，他重新發行貨幣，鑄造正德小判、正德丁銀，試圖遏制通貨膨脹；同時制定海舶互市新例，縮小長崎貿易的規模。在外交上，他簡化了接待朝鮮通信使的待遇，縮減幕府的財政開銷，與其同學雨森芳洲的主張完全相反。在神道方面，他提出幕府將軍與天皇一樣，皆為君權神授的說法。
德川家宣死後，新井白石奉命輔佐德川家繼。然而，新井白石的改革引起了一些反對派的不滿。
1716年德川吉宗成為幕府將軍後，新井白石被免去文學顧問的職務，以室鳩巢代之。此後，新井白石退隱，研究儒學。在這段期間，他整理了諸大名的家系圖，著《藩翰譜》、《讀史餘論》。對偷渡來長崎傳教的天主教傳教士（約翰·巴提斯塔·西多契）進行探訪，研究西方的文化，著《西洋紀聞》、《采覽異言》。同時，他也對琉球、蝦夷等周邊國家的歷史進行考察，寫《南島志》、《蝦夷志》。在對魏志倭人傳的研究中，新井白石提出了邪馬台國位於大和國的主張。新井白石的自傳則有《折焚柴記》。
享保十年（1725年），新井白石逝世，享年69歲。葬於今天的東京都中野區高德寺。
對織田信長的「火燒比叡山事件」提出：「亡山門者，非信長也，山門也」的論點。

## 延伸阅读
- 奈良本辰也. . 中公文庫. 中央公論社. 1974-06. ISBN 4-12-200111-0.新版2005年12月
- 宮崎道生『新井白石』 吉川弘文館〈人物叢書〉、新装版1989年　ISBN 4-642-05190-2
  - 編著『新井白石の現代的考察』吉川弘文館、1985年
  - 『新井白石と思想家文人』吉川弘文館、1985年
  - 『新井白石の研究』吉川弘文館、1969年、新版1984年
  - 『新井白石の史学と地理学』吉川弘文館 1988年
  - 『新井白石の人物と政治』吉川弘文館、1977年
  - 『新井白石序論』吉川弘文館、1976年
  - 『新井白石の時代と世界』吉川弘文館、1975年
  - 『新井白石の洋学と海外知識』吉川弘文館、1973年
- ケイト・W・ナカイ 『新井白石の政治戦略 儒学と史論』
平石直昭、小島康敬、黒住真訳、東京大学出版会、2001年
- 荒川久寿男『新井白石の学問思想の研究 特に晩年を中心として』皇學館大学出版部、1987年
- 入江隆則『新井白石 闘いの肖像』新潮社、1979年
- 吉川幸次郎『鳳鳥不至 論語雑記 新井白石逸事』新潮社、1971年
- 桑原武夫編『日本の思想13 新井白石』筑摩書房、1970年、現代語訳
- 桑原武夫・上田正昭編『日本の名著15 新井白石』中央公論社、1969年、新版・中公バックス、現代語訳
  - 新版 『現代語訳 新井白石「読史余論」』 横井清訳、講談社学術文庫、2012年
  - 新版 『折りたく柴の記』 桑原武夫訳、中公クラシックス、2004年。ISBN 4-12-160067-3
- 村井淳志 『勘定奉行 荻原重秀の生涯--新井白石が嫉妬した天才経済官僚』集英社新書　2007年
- 岡田俊裕『日本地理学人物事典 ［近世編］』 原書房 2011年